# Нормативное производственно-практическое издание
Нормативное производственно-практическое издание (англ. Instructional edition, нем. Normative Ausgabe für die Betriebspraxis) — издание, содержащее нормы, правила и требования в разных сферах производственной деятельности (ГОСТ 7.60—90).
Пример книги:
Инструкция проводнику пассажирского вагона ЦЛ-614. Нормативное производственно-практическое издание. Москва: Транспорт. 1998
Виды нормативно-производственных изданий:
Стандарт — нормативное производственно — практическое издание, содержащее комплекс норм, правил, требований к объекту стандартизации, которые устанавливают на основе достижений науки, техники и передового опыта и утверждают в соответствии с действующим законодательством. Обозначение государственного стандарта состоит из индекса, регистрационного номера и двух последних цифр года утверждения или пересмотра, например: ГОСТ 7.1-2003 «Библиографическая запись. Библиографическое описание. Общие требования и правила составления».
Описания к авторским свидетельствам и патентам дают информацию о новой технологии, об отдельных усовершенствованиях в оборудовании, инструментах, приспособлениях.
Авторское свидетельство или патент — документы, определяющие юридические права изобретателей.
Номенклатурный каталог — каталог, содержащий перечень и основные технические характеристики номенклатуры промышленной серийной продукции, выпускаемой в данное время.
Промышленный каталог — это перечни изделий, выпускаемых промышленностью. Они содержат технические характеристики изделия или группы изделий, изображения их и указания к эксплуатации.
Прейскурант — нормативно-производственное практическое и (или) справочное издание, содержащее систематизированный перечень материалов, изделий, оборудования, производственных операций, услуг с указанием цен, а иногда кратких характеристик.